# 1999-es jégkorong-világbajnokság
Az 1999-es jégkorong-világbajnokság a 63. világbajnokság volt, amelyet a Nemzetközi Jégkorongszövetség szervezett. A vb-ken a csapatok négy szinten vettek részt. A világbajnokságok végeredményei alapján alakult ki a 2000-es jégkorong-világbajnokság selejtezőjének és a csoportjainak mezőnye.

## A csoport

### Selejtező
A világbajnokságot selejtezők előzték meg.
1. csoport
1. Egyesült Államok – Az A csoportos vb-re került
2. Ausztria – Az A csoportos vb-re került
3. Kazahsztán – A B csoportos vb-re került
4. Észtország – A B csoportos vb-re került

2. csoport
1. Ukrajna – Az A csoportos vb-re került
2. Franciaország – Az A csoportos vb-re került
3. Szlovénia – A B csoportos vb-re került
4. Németország – A B csoportos vb-re került

Távol-keleti
1. Japán – Az A csoportos vb-re került
2. Dél-Korea
3. Kína

Az A csoportos világbajnokságot 16 csapat részvételével május 1. és május 16. között rendezték Norvégiában.
1–16. helyezettek
- Csehország – Világbajnok
- Finnország
- Svédország
- Kanada
- Oroszország
- Egyesült Államok
- Szlovákia
- Svájc
- Fehéroroszország
- Ausztria
- Lettország – Selejtezőt játszott az A csoportban maradásért
- Norvégia – Selejtezőt játszott az A csoportban maradásért
- Olaszország – Selejtezőt játszott az A csoportban maradásért
- Ukrajna – Selejtezőt játszott az A csoportban maradásért
- Franciaország – Selejtezőt játszott az A csoportban maradásért
- Japán – Távol-keleti selejtezőt játszott az A csoportban maradásért

## B csoport
17–24. helyezettek
- Dánia – Selejtezőt játszott az A csoportba jutásért
- Nagy-Britannia – Selejtezőt játszott az A csoportba jutásért
- Kazahsztán – Selejtezőt játszott az A csoportba jutásért
- Németország
- Szlovénia
- Észtország
- Lengyelország
- Magyarország – Kiesett a C csoportba

## C csoport
25–32. helyezettek
- Hollandia – Feljutott a B csoportba
- Románia
- Litvánia
- Kína
- Horvátország
- Jugoszlávia* – Jugoszlávia nem vett részt, az IIHF a 30. helyre rangsorolta a válogatottat.
- Dél-Korea
- Bulgária

Jugoszlávia nem vett részt, emiatt nem volt kieső.

## D csoport
33–41. helyezettek
- Spanyolország – Feljutott a C csoportba
- Izrael
- Ausztrália
- Belgium
- Dél-afrikai Köztársaság
- Új-Zéland
- Törökország
- Görögország
- Izland